# Водо (Белуно)
Водо је насеље у Италији у округу Белуно, региону Венето.
Према процени из 2011. у насељу је живело 630 становника. Насеље се налази на надморској висини од 886 м.